# Secretul fericirii
Secretul fericirii este un film românesc care  a fost lansat în cinematografele din Romania la 19 octombrie 2018. Filmul este regizat de Vlad Zamfirescu, pe un scenariu de Alexandru Popa. Rolurile principale au fost interpretate de actorii Vlad Zamfirescu, Irina Velcescu, Theo Marton. 

## Prezentare
O seară între prieteni, Tom își împinge soția și cel mai bun prieten în situații mai mult decât absurde, căutând să-i facă să dezvăluie secrete bine păzite. Astfel, cei doi prieteni descoperă că fericirea cuiva este posibilă doar dacă altcineva este nefericit. Pentru că resursele de fericire sunt limitate.

## Distribuție
Distribuția filmului este alcătuită din:
- Theo Marton- David
- Irina Velcescu-Ana
- Vlad Zamfirescu-Tom

## Producție
Secretul Fericirii a fost filmat in 2015.